# Longuda
Das Longuda ist eine der Sprachen Nigerias.
Es gehört zur Sprachfamilie der Niger-Kongo-Sprachen und wird der Gruppe der Adamaua-Sprachen eingeordnet.
Die genaue Zahl der Sprecher beläuft sich auf ungefähr 32.000 und ist im Sinken begriffen, da die Sprecher zunehmend das Englische, das nach der Unabhängigkeit des Landes als Amtssprache gesetzt wurde, übernehmen. Im Jahre 1973 sprachen noch 50.000 Menschen das Longuda.
Andere Namensvarianten für das 'Longuda' sind Languda, Longura, Nunguda, Nungura und Nunguraba.